# Galerie La Reine Margot
Pour les articles homonymes, voir La Reine Margot (homonymie).
 (juin 2024).
Si vous disposez d'ouvrages ou d'articles de référence ou si vous connaissez des sites web de qualité traitant du thème abordé ici, merci de compléter l'article en donnant les références utiles à sa vérifiabilité et en les liant à la section « Notes et références ».
La Reine Margot est une galerie d'art située à Paris, spécialisée dans les pièces archéologiques. Elle a été créée par madame Mengin en 1938.

## Historique
Après une interruption pendant la guerre, la galerie du Quai de Conti réouvre. Elle se présente comme très éclectique et couvre alors de vastes domaines, tout comme les galeries d'Arthur Sambon, Charles Ratton et de Pierre Vérité.
Parmi les chineurs et amateurs, figuraient messieurs Schanté, Henri Kamer, Paul Mallon, Lépine, le Docteur Durville, ainsi que de grands voyageurs tels que les frères Kalebjian, le docteur Fouquet d'Alexandrie et des frères Matossian du Caire, héritiers des plus importants fabricants de cigarettes d'Égypte. Ces derniers achetaient des pièces d'origines diverses : Afrique noire, Amérique latine, Égypte, Grèce, Italie, Extrême-Orient, Moyen-Orient, Occident avec des objets d'art et des meubles allant du Moyen Âge à la fin du XVIIe siècle.[réf. nécessaire]
Madame Mengin est à l'origine de nombreuses collections comme celle de Marie-Joseph et Edouard Richard, aujourd'hui conservée au musée Mandet de Riom. Elle conseilla également des musées et des autorités de l'État. Au cours d'une visite officielle du Chancelier Konrad Adenauer, c'est à la Reine Margot que fut trouvé l'objet du Moyen Âge qui lui fut offert par le général de Gaulle.[réf. nécessaire]
Depuis 1980, la galerie est dirigée par Gilles Cohen.